# Ersatzgeräuschpegel
Über den Ersatzgeräuschpegel wird das Eigenrauschen von Mikrofonen angegeben.
Für das Eigenrauschen gibt es verschiedene Bewertungsmethoden, die die Eigenschaften des Gehörs nachbilden sollen. Es gibt die sogenannte A-Bewertung nach DIN IEC 651. Die Werte erscheinen um gut 10 dB günstiger als bei der kritischeren Messung nach ITU-R (CCIR) 468-3.
Kondensatormikrofone haben typisch höhere Ausgangsspannungen, bei richtiger Auslegung des Impedanzwandlers (im Mikrofonkörper) wirkt sich das Eigenrauschen weniger aus. Diese Eigenstörspannung wird als Geräuschspannung mittels genormter Filter bewertet. Über die Mikrofonempfindlichkeit kann das Messergebnis in den Ersatzgeräuschpegel umgerechnet werden.
Zum Beispiel bedeutet 15 dB Ersatzgeräuschpegel, dass das Eigenrauschen des Mikrofons ebenso stark wie ein Geräusch mit 15 dB SPL (Sound Pressure Level) ist; siehe Schalldruckpegel. Die Angabe muss immer einen Hinweis auf die Messmethode enthalten (wie CCIR oder 'A'), siehe unten.
Ein niedrigerer Wert für den Ersatzgeräuschpegel zeigt ein geringeres Eigenrauschen des Mikrofons.
Heute ist allein der Begriff Ersatzgeräuschpegel in Gebrauch und der frühere Begriff "Ersatzlautstärke" gilt als veraltet. Nach den Normen IEC 268-1, DIN 45405 und DIN 45412 wird die Eigenstörspannung entweder mit dem Filter gemäß ITU-R 468-3 (CCIR, DIN 45405) mit Angabe des "quasi Spitzenwerts" (QP) oder mit dem Filter gemäß IEC 651 (DIN 45412) nach der A-Bewertungskurve mit Angabe des Effektivwerts (RMS) bewertet.
Im Tonstudiobereich wird diese Bewertung nach CCIR vorgenommen, weil die A-RMS-Bewertung mit ihrem etwa 11 dB niedrigeren Wert hier nicht wirklich als gehörphysiologisch richtig betrachtet wird. In den USA werden die einfacher zu bestimmenden 'A' RMS Werte angegeben, die auch im Marketing günstiger wirken. Die QP CCIR-Werte sind schwieriger zu messen, auch deshalb weil die Messgeräte nach dieser Norm seltener sind.